# Flagge von Victoria

Seitenverhältnis 1:2

Dienstflagge des Gouverneurs

Die Flagge des australischen Bundesstaats Victoria ist eine Variante der britischen Blue Ensign, mit dem Staatsabzeichen im Flugteil. Das Abzeichen zeigt das Sternbild Kreuz des Südens mit der Reichskrone darüber. Die Krone symbolisiert den Generalgouverneur als Repräsentanten des britischen Monarchen. Die Sterne sind weiß und fünf- bis achtstrahlig, bei jedem Stern zeigt eine Zacke nach oben. Die Flagge wurde am 30. November 1877 eingeführt, die letzte Detailänderung erfolgte im Jahr 1953.

## Frühere Flaggen
Die erste Flagge Victorias stammt aus dem Jahr 1870. Sie war ebenfalls eine abgewandelte Blue Ensign mit dem Kreuz des Südens im Flugteil, aber noch ohne Krone. Die Einführung der Flagge war nötig geworden, nachdem Victoria als erste australische Kolonie ein Kriegsschiff in Dienst gestellt hatte, die HMCS Nelson. Gemäß dem britischen Colonial Naval Defence Act (Marineverteidigungsgesetz der Kolonien) von 1865 benötigte Victoria eine Flagge, um die eigenen Schiffe von anderen britischen Schiffen unterscheiden zu können.
Victoria führte die heute noch gültige Flagge 1877 ein. Die Darstellung der Reichskrone änderte sich über die Jahre hinweg, entsprechend den heraldischen Modeströmungen und den Wünschen der jeweiligen Monarchen. Während der Herrschaft von Königin Victoria wies die Krone leicht eingedrückte Bögen auf. Von 1901 bis 1952, während der Herrschaft von Eduard VII., Georg V., Eduard VIII. und Georg VI., waren diese stark nach oben gezogen. Die aktuelle Darstellung der Reichskrone im Staatsabzeichen stammt von 1953 (Krönung von Elisabeth II.) und basiert auf der Edwardskrone.